# Дралфа
Дралфа е село в Североизточна България. То се намира в община Търговище, област Търговище.

## География
Село Дралфа е разположено в Североизточен придунавски регион.
Селото е близко до градовете Търговище, Разград, Попово и Лозница.
Граничи със селата Кръшно, Подгорица, Чудомир, Росина и Голямо Ново.

## История
При избухването на Балканската война в 1912 година 1 човек от селото е доброволец в Македоно-одринското опълчение.
На 1 март 1923 г, край селото дерайлира сутрешният влак Варна – София, като няколко от пътниците са пострадали при инцидента.

## Население
Численост на населението според преброяванията през годините:
| \| Година на преброяване \| Численост \| \| --------------------- \| --------- \| \| 1934 \| 736 \| \| 1946 \| 774 \| \| 1956 \| 912 \| \| 1965 \| 1013 \| \| 1975 \| 1038 \| \| 1985 \| 710 \| \| 1992 \| 651 \| \| 2001 \| 571 \| \| 2011 \| 391 \| \| 2021 \| 318 \| |           |
| Година на преброяване | Численост |
| 1934 | 736       |
| 1946 | 774       |
| 1956 | 912       |
| 1965 | 1013      |
| 1975 | 1038      |
| 1985 | 710       |
| 1992 | 651       |
| 2001 | 571       |
| 2011 | 391       |
| 2021 | 318       |

### Етнически състав
Според преброяването на населението през 1880 г. в селото има 583 жители, от които 567 турци (97,25%), 12 цигани (2,05%) и 4 българи (0,68%).
Преброяване на населението през 2011 г.
Численост и дял на етническите групи според преброяването на населението през 2011 г.:
|                     | Численост | Дял (в %) |
| Общо                | 391       | 100,00    |
| Българи             | 177       | 45,26     |
| Турци               | 171       | 43,73     |
| Цигани              | 23        | 5,88      |
| Други               | 5         | 1,27      |
| Не се самоопределят | 10        | 2,55      |
| Неотговорили        | 5         | 1,27      |

## Религии
В селото има предимно християни и мюсюлмани. Има черква и джамия.
Православният храм е посветен на светите братя Кирил и Методий. Селото е част от Поповска духовна околия на Русенска епархия на Българската православна църква.

## Редовни събития
Събор на 24 май.

## Личности
- Пеньо Атанасов Колев – Бомбето (1902 – 1987), предприемач и строител на паметникът на свободата на връх Свети Никола (1928 – 1930)[10]
- Нено Иванов (р. 1931), български гъдулар[11]

## Транспорт
Транспортът до селото се поддържа от автобуси по линията Търговище–Попово. Има жп гара на линията София-Варна, но на нея спират само пътнически влакове по направление до Шумен и Г. Оряховица и бързите влакове Пловдив-Варна и Варна-Пловдив, през Шумен.